# Lorenza Haynes

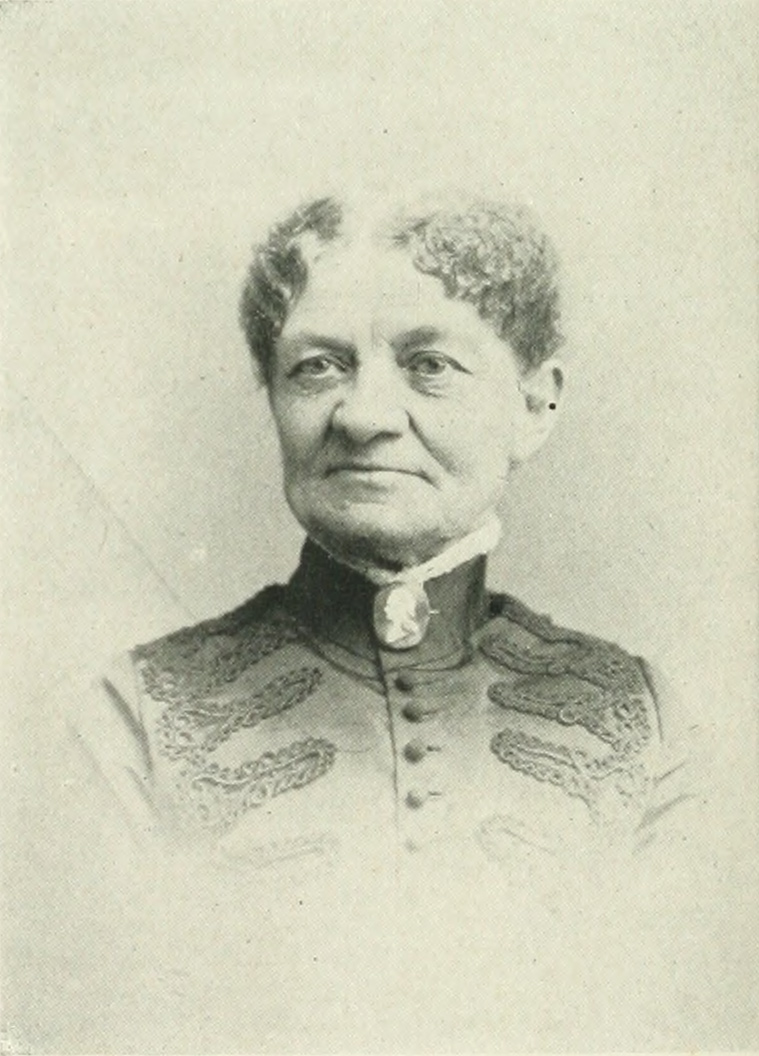
Lorenza Haynes, a "Woman of the Century"

Lorenza Haynes (15 de abril de 1820 – 6 de junho de 1899) foi uma bibliotecária, ministra, fundadora de escola escritora americana.
Hayne começou sua carreira como professora cedo, e trabalhou em escolas em Lonsdale, Rhode Island, Leicester e Lowell, Massachusetts. Em 1854, ela abriu um colégio particular em  Rochester, New York, e em 1856-60, foi diretora de um seminário para jovens moças na mesma cidade. Com a saúde prejudicada, foi obrigada a se afastar por quatro anos e, depois disso, trabalhou na primeira biblioteca públicde Waltham, Massachusetts por seis anos. Nesse período, aproximou-se da Rev. Olympia Brown e Mary A. Livermore. Em 1872, após afastar-se da biblioteca, entrou na St. Lawrence University, Canton, New York e, antes de poder terminar o curso,  foi convidada a ser pastora na Igreja Universalista em [Hallowell, Maine]]. Lá, ela fez seu primeiro discurso em  July 26, 1874. Enquanto ocupava essa posição, ela se oficializou capelão na House of Representatives Senate, em Augusta, Maine; esse foi o primeiro momento que uma mulher ocupava aquela posição naquele estado. Ela também foi capelão na Casa dos Soldados em Togus. Em 1876, ela foi para a igreja de Marlboro, Massachusetts, e passou a ser pastora em Fairfield, Maine, Skowhegan, Maine, Rockport, Massachusetts, e Pigeon Cove, Massachusetts. Haynes, Phebe Ann Coffin Hanaford, Mary H. Graves foi a primeira mulher de Massachusetts a coordenar ministérios cristãos.

## Infância
Lorenza Haynes nasceu em Waltham, Massachusetts, 15 de abril de 1820. Ela foi a caçula entre 8 irmãos, e seus pais eram Annie (Carr) e Gideon Haynes. No lado paterno, ela era descendente direta de Walter Haynes, que veio da Inglaterra com a família em 1658. No ano seguinte, ele comprou de Cato, um nativo, um pedaço de terra que viria a ser Sudbury, Massachusetts por 5 libras. Por parte de mãe, descende da Escócia.
Desde a infância Haynes demonstrou um interesse incomum por livros e, nascida numa pequena cidade com biblioteca e cursos de palestras anuais, ela virou leitora e estudane assídua. Haynes estudou em escolas públicas e na Academia Waltham de Louis Smith. Ela lecionou numa dessas escolas públicas por quase dois anos, mas seu amor pelos estudos era tão forte que ela foi para a Leicester, Massachusetts. por um tempo.

## Carreira

### Educadora
Depois do tempo na Academia de Leicaster, ela ensinou em uma escola pública por 6 anos na cidade de Lowell, Massachusetts, e lá tornou-se conhecida de Margaret Foley, a cameo cutter. Isso começou uma amizade de quase 30 anos, e que só acabou com a morte de Foley. Haynes segurou a posição de diretora mulher na academia em Chester, New Hampshire. Abriu, então, um seminário para jovens mulheres em  Rochester, New York. Depois de quatro anos, cansada, voltou para casa..

### Bibliotecária
Depois de muitos anos considerada inválida, aceitou trabalhar na Waltham Public Library. Tinha responsabilidade completa por catalogar e organizar toda a biblioteca, e recebia uma quantia praticamente incabível, pelo tanto que fazia .Depois de um trabalho de seis anos e meio, ela deixou seu escritório para entrar na escola de teologia universalista de   St. Lawrence University, Canton, New York. Frequentemente, enquanto bibliotecária, também trabalhou como palestrante. 

### Ministra Universalista
Cerca de um ano antes de deixar a biblioteca, ela estudou sob supervisão da Rev.  Olympia Brown, que desejava que ela ficasse responsável por uma paróquia que esava aberta a ela de uma vez por todas. Haynes não queria aceitar o trabalho se fosse menos equipada teologicamente do que jovens graduandos. Na época, ela foi a mulher mais velha a já ter estudado na Escola de Teologia de Canton .
Dois meses antes da conclusão do curso, a Universalist Church em Hallowell, Maine, entrou em contato, para que ela se tornasse pastora lá, ao final do curso. Embora nunca tivesse pregado socialmente antes, ela aceitou, e foi ordenada em 10 de fevereiro de 1875. Ela se oficializu como capelã na Casa dos Representantes e também no senado, em Augusta, Maine. Esse foi o primeiro momento que uma mulher ocupava uma posição com tal poder, naquele estado. 
Ela foi convidada pelo Post 43, Grand Army of the Republic, a fazer alguns comentários sobre o Memorial Day, 1876. No ano seguinte, ela foi convidada por unanimidade a fazer a oração do dia. Foi a primeira vez que uma mulher de Massachussets ocupou tal cargo. Também ofereceu serviços a pastores em Fairfield, Maine, Rockport, Massachusetts,e Skowhegan, Maine. Ela frequentemente achava seu trabalho bastante árduo, especialmente durante os invernos do Maine, quando pregava entre duas e três vezes no dia. Ela esquiou em um trenó aberto, quando a temperatura era de cerca de 20 graus Celsius negativos, para oficializar um funeral. Ela deixou sua paróquia em Fairfield em  1883, por uma turnê na Europa. Haynes foi membro e vice-presidente da Woman's Ministerial Conference. 
Haynes trabalhou em vários reformatórios. Ela sempre foi uma sufragista, e frequentemente falou em plataformas e comitês legislativos nas Casas dos Estados de Massachusetts e do Maine. Por muitos anos, escreveu diversos periódicos.

## Vida pessoal
Em 1889, ela foi obrigada a deixar o pastorado, que era em Skowhegan, por estar sobrecarregada. Tendo comprado previamente uma casa em Waltham, fechada para a família, mas apenas sua irmã residia, ela foi morar permanentemente em julho de 1889. Com a saúde fraca,  morreu em 6 de junho de 1889 em Waltham.  Sua sobrina, Inez Haynes Irwin, foi uma autora americana e feminista, jornalista e presidente da Corporação dos Escritores.